# Anthurium pohlianum
Anthurium pohlianum är en kallaväxtart som beskrevs av Adolf Engler. Anthurium pohlianum ingår i släktet Anthurium och familjen kallaväxter. Inga underarter finns listade.